# Walerij Niepomniaszczi
Walerij Kuźmicz Niepomniaszczi (ros. Валерий Кузьмич Непомнящий; ur. 7 sierpnia 1943 w Sławgorodzie) – rosyjski piłkarz i trener piłkarski, pracujący najczęściej w Afryce i Azji.

## Kariera
Jako zawodnik grał w Spartaku Samarkanda, ale szybko porzucił karierę piłkarską na rzecz pracy szkoleniowej. Pobierał nauki w moskiewskiej Szkole Sportu, gdzie jego nauczycielem był Walery Łobanowski. Prowadził kadrę juniorów Turkmenistanu i Kopedżak Aszchabad. W grudniu 1988 roku został selekcjonerem reprezentacji Kamerunu, którą podczas Mundialu 1990 doprowadził do ćwierćfinału. Był to ówcześnie najlepszy wynik drużyny afrykańskiej w finałach mistrzostw świata; w 2022 roku został on pobity przez Maroko. Od 1994 do 1998 roku prowadził klub Bucheon SK, z którym dwukrotnie zdobył wicemistrzostwo Korei Południowej. Pracował również w Chinach. Od 2006 roku przez kilka miesięcy był selekcjonerem reprezentacji Uzbekistanu. W latach 2008–2011, a następnie 2014–2016 był trenerem Tomu Tomsk. Ostatnio prowadził Bałtikę Kaliningrad.